# Boswellia papyrifera
Boswellia papyrifera är en tvåhjärtbladig växtart som först beskrevs av Del. och Frédéric Cailliaud, och fick sitt nu gällande namn av Hochst.. Boswellia papyrifera ingår i släktet Boswellia och familjen Burseraceae. Inga underarter finns listade i Catalogue of Life.

## Bildgalleri

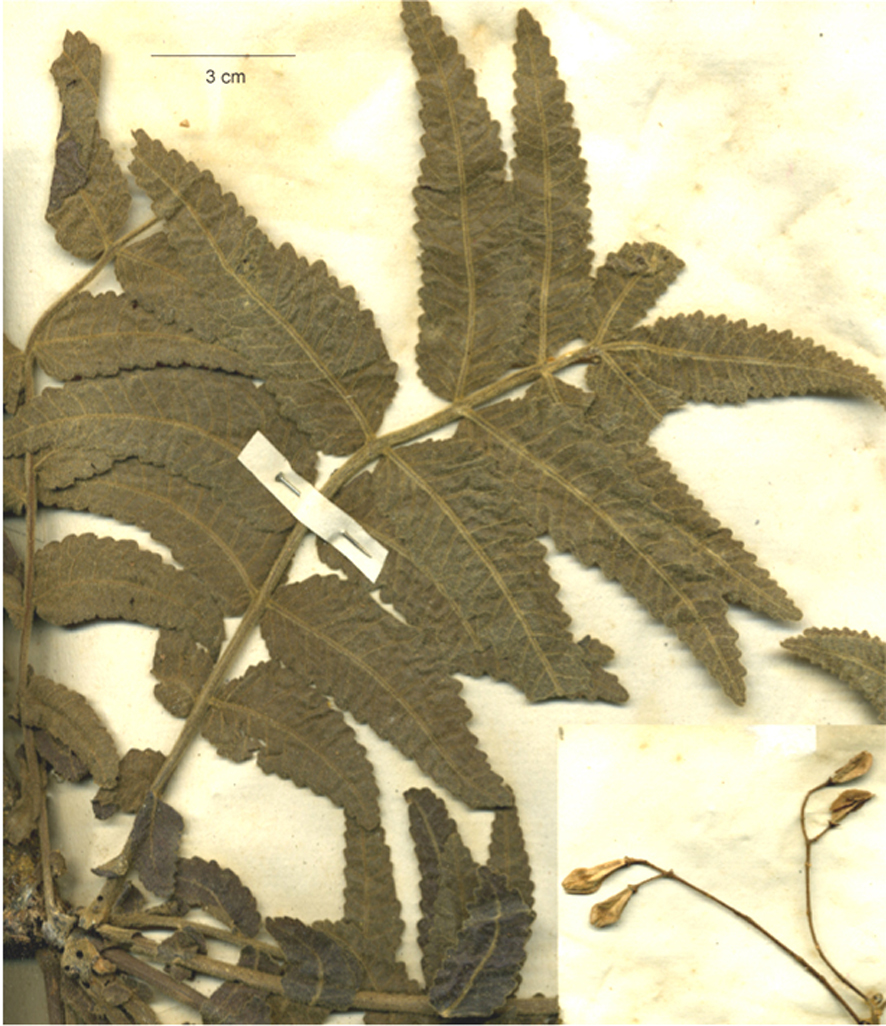